# 高知市警察
高知市警察（こうちしけいさつ）は、かつて存在した高知県高知市の自治体警察。

## 概要
従来の高知県警察部が解体され、1948年（昭和23年）3月7日に高知市警察署が設置された。
1949年（昭和24年）4月1日に機構改正により高知市警察本部と高知市港警察署を設置し一本部二署体制としたが、1951年（昭和26年）12月1日にもとの高知市警察署に戻っている。
1954年（昭和29年）に新警察法が公布された。これにより国家地方警察と自治体警察が廃止され、新たに都道府県警察として高知県警察が発足。高知市警察も高知県警察に統合され、姿を消した。

## 組織
1953年（昭和28年）8月1日時点
- 警務課
- 捜査課
- 防犯課
- 警備課
- 警ら交通課